# آلف اوکس
آلف اوکس (انگلیسی: Alf Oakes; ۲۲ ژوئیهٔ ۱۹۰۱ – ۲۵ دسامبر ۱۹۶۷) بازیکن فوتبال اهل بریتانیا بود.
از باشگاه‌هایی که در آن بازی کرده‌است می‌توان به باشگاه فوتبال بارنزلی، باشگاه فوتبال ردینگ، باشگاه فوتبال استالی‌بریج سلتیک، باشگاه فوتبال میلوال، باشگاه فوتبال ووستر سیتی، باشگاه فوتبال بیرمنگام سیتی، و باشگاه فوتبال چشام یونایتد اشاره کرد.